# Stortyskland

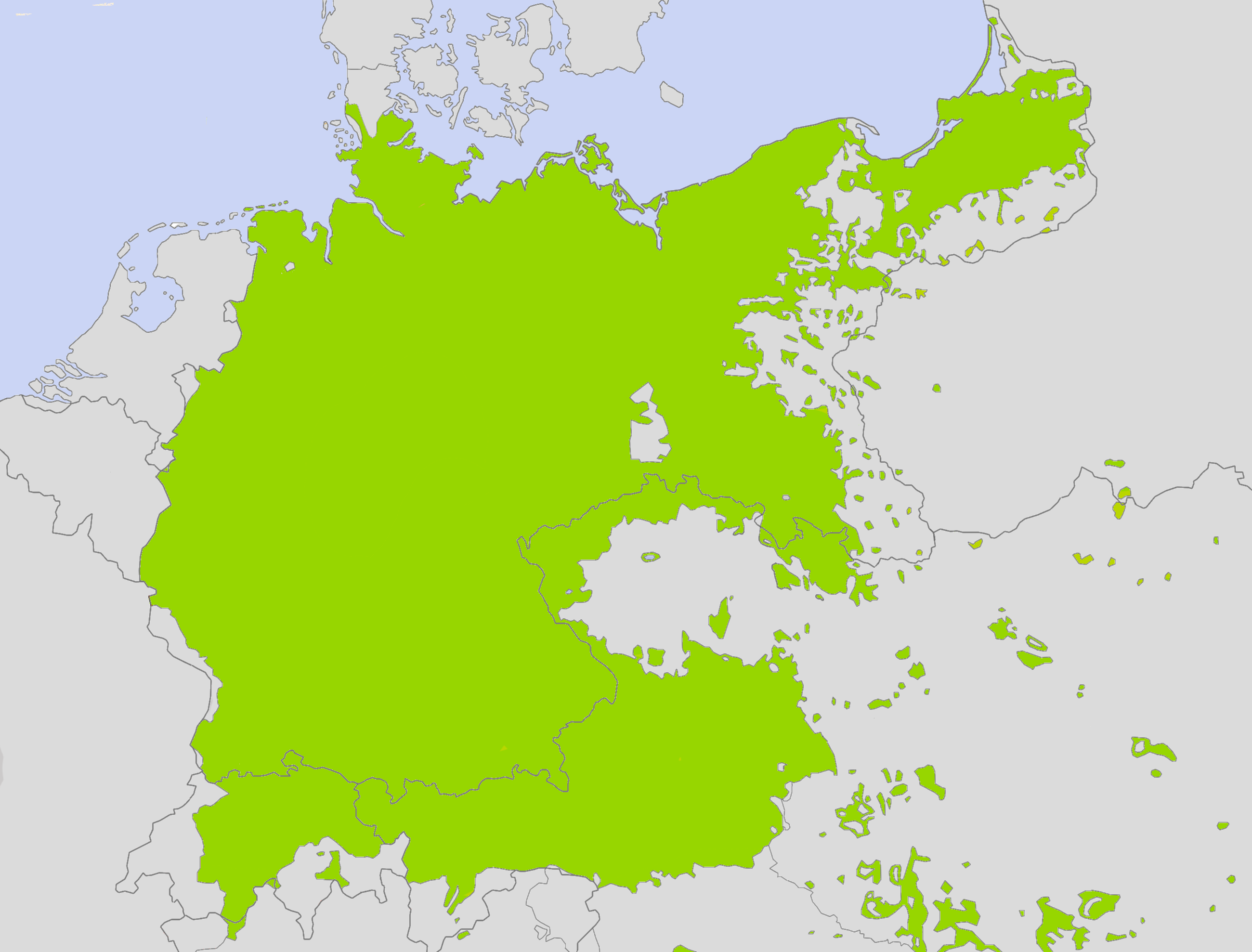
Det tyska språkets utbredning 1910 (grönt) på en karta med den tidens riksgränser. Tyskland hade 1871 enats på ett "lilltyskt" vis.

Stortyskland (tyska: Großdeutschland) är ett begrepp som går tillbaka till en modell från mitten av 1800-talet om ett "stortyskt" respektive "lilltyskt" enande av Tyskland. Tyskland bestod på den tiden av många små furstendömen och stadsstater, som visserligen samarbetade i Tyska förbundet men i princip var självständiga. Den praktiska skillnaden bestod i att Österrike inte ingick i den lilltyska modellen. Eftersom det dåvarande Österrike-Ungern även omfattade stora områden som inte var tyskspråkiga, skulle en stortysk lösning ha inneburit att ett enat Tyskland skulle ha innehållit stora språkliga minoritetsgrupper.

## Stortyska riket
Stortyska riket (tyska: Großdeutsches Reich) blev det officiella namnet på det tidigare Tyska riket (Nazityskland) 1943–1945. Begreppet användes med anledning av annektionen av Österrike (Anschluß) som hade skett 1938 och redan då hade lett till att namnet sedan dess hade använts inofficiellt. Den formella namnändringen skedde genom beslut RK 7669 E meddelat 26 juni 1943 av chefen för Tyska rikskansliet. Någon särskild ceremoni genomfördes inte. Ändringen kunde märkas bland annat genom ändrat tryck på frimärken. Redan i augusti 1940 hade även många andra tyskspråkiga områden anslutits till det tyska riket (Sudetenland, Danzig, Memel), däremot inte det neutrala Schweiz, det italienska Sydtyrolen och tysktalande områden på Balkan.